# 1830 dans le catholicisme
Chronologie du catholicisme
- 1826
- 1827
- 1828
- 1829
- 1830
- 1831
- 1832
- 1833
- 1834

Cet article présente les faits marquants de l'année 1830 dans le catholicisme.

## Évènements
- 18 juillet : Première apparition de la Vierge Marie  à Catherine Labouré dans la  chapelle de la rue du Bac à Paris.
- 27 novembre : Deuxième apparition de la Vierge Marie  à Catherine Labouré.
- 14 décembre : Début du conclave convoqué à la suite du décès du pape Pie VIII et qui ne se terminera qu'en 1831.
- décembre (date non précisée) : Troisième et dernière des apparitions mariales de la rue du Bac.
- Saint Bernard de Clairvaux est proclamé Docteur de l'Église par le pape Pie VIII.

## Naissance
- 30 août : Anatole de Cabrières, cardinal français, évêque de Montpellier († 21 décembre 1921)
- 29 novembre : Saturnin López Novoa, prêtre espagnol, fondateur des Petites Sœurs des personnes âgées abandonnées, vénérable († 12 mars 1905)
- 16 décembre : Francis Patrick Moran, cardinal et missionnaire irlandais, archevêque de Sydney, précédemment évêque titulaire d'Olba (de) et évêque d'Ossory († 16 août 1911)

## Décès
- 24 janvier : Giuseppe Firrao, cardinal italien de la Curie (° 20 juillet 1736)
- 21 février : Anne-Antoine-Jules de Clermont-Tonnerre, cardinal français, archevêque de Toulouse et pair de France (° 1er janvier 1749)
- 20 mars : Pierre-Joseph Porion, prêtre révolutionnaire français, évêque constitutionnel du Pas-de-Calais (° 4 novembre 1743)
- 1er avril : Benoît-Marie Boyer, prêtre hospitalier et bibliophile français (° 6 mars 1764)
- 5 avril : Marino Carafa di Belvedere, cardinal italien démissionnaire (° 29 janvier 1764)
- 7 avril : Francesco Bertazzoli, cardinal italien de la Curie (° 1er mai 1754)
- 28 juin : Charles-Joseph de Bévy, prêtre bénédictin, historien et bibliothécaire français (° 4 novembre 1738)
- 20 juillet : Remigio Crescini, cardinal bénédictin italien, évêque de Parme (° 5 mai 1757)
- 25 juillet : Francesco Cesarei Leoni, cardinal italien, évêque de Jesi (° 1er janvier 1757)
- 10 août : Pietro Vidoni, cardinal italien de la Curie (° 2 septembre 1759)
- 30 novembre : Pie VIII, 253e pape (° 20 novembre 1761)
- 6 décembre : Pietro Gravina, cardinal italien, archevêque de Palerme (° 16 décembre 1749)